# Hemichordata
Gli emicordati sono un phylum di animali marini deuterostomi, di forma vermiforme, considerati filogeneticamente affini ai cordati e agli echinodermi. A questo phylum, apparso sulla Terra durante il periodo Cambriano, appartiene anche un'importante classe di animali fossili, i graptoliti, estintasi nel Carbonifero.

## Biologia
Gli emicordati sembrano possedere una primitiva notocorda (da cui il nome Hemicordata, "mezzi Cordati") che può tuttavia essere un caso di evoluzione convergente più che indizio di una reale parentela diretta con i Cordati; altra caratteristica che li accomuna a questo phylum è la presenza, in alcune specie, di un tubulo neurale, derivato probabilmente dal comune antenato di tutti i deuterostomi. La muscolatura del tubo digerente è poco sviluppata, e il cibo è trasportato principalmente tramite il movimento delle ciglia che rivestono il suo interno.

## Classi
Oltre alla classe estinta dei graptoliti, il phylum comprende altre due classi, entrambe costituite da animali marini vermiformi: gli Enteropneusta e gli Pterobranchia; alcune evidenze filogenetiche suggeriscono che questi ultimi appartengano allo stesso clade degli estinti graptoliti. È stata suggerita l'esistenza di una terza classe, i Planctosphaeroidea, ma di questa è ad oggi nota un'unica specie, osservata unicamente allo stadio larvale, per cui la sua esatta localizzazione tassonomica è ancora discussa.
Il phylum contiene all'incirca un centinaio di specie viventi.